# 都迷科翼龍屬
都迷科翼龍屬（學名：Domeykodactylus）為翼龍目翼手龍亞目準噶爾翼龍科的一個屬，生活於白堊紀早期，化石發現於智利安多法加斯大。
在2000年，大衛·馬提爾（David Martill）、埃伯哈德·弗雷伊（Eberhard Frey）等人將這些化石命名為新屬，模式種是塞氏都迷科翼龍（D. ceciliae）。屬名意為「科迪勒拉多梅伊科的手指」；種名則是以北天主教大學的地質學家Cecilia Demargasso為名。
頭顱骨被估計約30公分長，被估計翼展為1公尺。正模標本是一個部分下頜，副模標本是一個發現於附近的前上頜骨。這些化石剛開始被歸類於南翼龍。都迷科翼龍的前上頜骨頂端擁有頭冠，由垂直結構所構成；這些垂直結構最初被誤認為是南翼龍的濾齒狀牙齒。下頜聯合處短。齒骨每側發現16個齒槽，牙齒已脫落。齒槽狹窄、呈橢圓形、齒槽邊緣高於下頜邊線。生前的牙齒小，越後段的牙齒越小、間隔越寬。
研究人員發現，都迷科翼龍的頭冠類似梳頜翼龍科、準噶爾翼龍科，而齒槽類似準噶爾翼龍科。都迷科翼龍也是第一次在南美洲發現的準噶爾翼龍類科，其他的準噶爾翼龍科都是在亞洲發現的。

## 外部連結
- Domeykodactylus in The Pterosaur Database
- Domeykodactylus in The Pterosauria